# 583-й истребительный авиационный полк
583-й истребительный авиационный ордена Красной Звезды полк (583-й иап) — воинская часть Военно-воздушных сил (ВВС) Вооружённых Сил РККА, принимавшая участие в боевых действиях Советско-японской войны.

## Наименования полка
За весь период своего существования полк своё наименование не менял:
- 583-й истребительный авиационный полк[1];
- 583-й истребительный авиационный ордена Красной Звезды полк[1];
- 583-й истребительный авиационный ордена Красной Звезды полк ПВО;
- Войсковая часть (Полевая почта) 74538[1].

## Создание полка
583-й истребительный авиационный полк сформирован с 10 сентября по 9 ноября 1941 года в ВВС 15-й армии Дальневосточного фронта на аэродроме Лазарево в Еврейской автономной области по штату 015/134 на самолётах И-15бис и И-16 на базе 76-го штурмового авиационного полка, 300-го, 301-го и 302-го иап со включением в состав 69-й авиационной дивизии ВВС 15-й армии Дальневосточного фронта.
В январе 1942 года полк передан в состав 96-й смешанной авиационной дивизии ВВС 2-й Краснознамённой армии Дальневосточного фронта. 6 августа 1942 года из состава полка выделены две эскадрильи (27 И-15бис) на формирование 973-го штурмового авиационного полка, после чего полк полностью перешёл на И-16.
15 августа 1942 года в составе 96-й смешанной авиационной дивизии вошёл в состав 11-й воздушной армии Дальневосточного фронта. В декабре 1942 года полк переформирован по штату 015/284. Новые самолёты Як-9Д полк получил в июле 1944 года и приступил к их освоению. В ноябре 1944 года переформирован по штату 015/364. В декабре 1944 года по переформировании 11-й воздушной армии в 18-й смешанный авиационный корпус вместе с 96-й штурмовой авиационной дивизией вошёл в состав 10-й воздушной армии Дальневосточного фронта. Весной 1945 года полк из 96-й штурмовой авиационной дивизии передан в состав 296-й истребительной авиационной дивизии 10-й воздушной армии Дальневосточного фронта, перевооружён на истребители Як-9М и Як-9Т. На начало войны с Японией (08.08.1945 г.) имел в боевом составе 10 Як-9Т, 40 Як-9М и 1 Як-9Д.
В составе 296-й истребительной авиационной дивизии 10-й воздушной армии 2-го Дальневосточного фронта принимал участие в советско-японской войне на самолётах Як-9 с 9 августа 1945 года по 3 сентября 1945 года, поддерживая наступающие войска в Сунгарийской наступательной операции.
Всего за время Советско-японской войны полком:

| Совершено боевых вылетов — 162, из них: - на сопровождение штурмовиков — 66; - на штурмовку противника — 38; - на прикрытие переправ — 32; - на разведку — 24; - на свободную охоту — 2; Встреч с самолётами противника, воздушных боёв и потерь не было | Уничтожено при штурмовках: - автомашин — 5; - повозок — 10; - вагонов — 2; - паровозов — 1; |

 За образцовое выполнение заданий командования в боях против японских войск на Дальнем Востоке при форсировании рек Амур и Уссури, овладении городами Цзямусы, Мэргень, Эйаньчжэнь, южной половиной острова Сахалин, а также островами Сюмусю и Парамушир из гряды Курильских островов и проявленные при этом доблесть и мужество Указом Президиума Верховного Совета СССР от 14 сентября 1945 года 583-й истребительный авиационный полк награждён орденом Красной Звезды.
Весь послевоенный период полк постоянно дислоцировался на Дальнем Востоке, с октября 1945 года по 1 июля 1946 года на аэродроме Тамбовка в Амурской области, а с июля 1946 года по 1960 год на аэродроме Хомутово на Сахалине. В 1952 году полк освоил истребители МиГ-15, а в 1955 году — МиГ-17. В 1957 году вместе с дивизией был передан в состав войск ПВО и подучил наименование 583-й истребительный авиационный ордена Красной Звезды полк ПВО. В связи со значительным сокращением Вооружённых сил СССР полк 9 мая 1960 года был расформирован на своём аэродроме Хомутово.

## Командиры полка
- майор Обручников Пётр Михайлович[1], 27.07.1944 — 02.11.1945
- полковник Артемьев Николай Сергеевич (1949 — 1950)

## Благодарности Верховного Главнокомандующего
За проявленные образцы мужества и героизма при овладении городами Цзямусы, Мэргэнь, Бэйаньчжэнь, Гирин, Дайрэн, Жэхэ, Мишань, Мукден, Порт-Артур, Харбин, Цицикар, Чанчунь, Яньцзи Верховным Главнокомандующим лётчикам полка в составе 296-й иад объявлена благодарность.

## Самолёты на вооружении
| Период         | Самолёты | Фото                                            | Период         | Самолёты        | Фото                            |
| -------------- | -------- | ----------------------------------------------- | -------------- | --------------- | ------------------------------- |
| 09.1941 — 1944 | И-15бис  | Поликарпов И-15, Москва — Жуковский (Раменское) | 09.1941 — 1944 | И-16            | Polikarpov I-16-Spain (clipped) |
| 07.1944 — 1952 | Як-9     | Як-9                                            | 05.1945 — 1952 | Як-9 У, М. Т, Д | Як-9                            |
| 1952 — 1955    | МиГ-15   | МиГ-15                                          | 1955 — 1960    | МиГ-17          | МиГ-17                          |

## Базирование
| Период               | Аэродромы                 |
| -------------------- | ------------------------- |
| 10.1945 — 01.07.1946 | Тамбовка Амурская область |
| 01.07.1946 — 06.1960 | Хомутово, Сахалин         |